# Theological Studies
Theological Studies (dall'inglese: Studi teologici) è una rivista scientifica trimestrale di teologia cristiana. Essa è pubblicata dai membri della Compagnia di Gesù degli Stati Uniti e del Canada. Fondata nel 1940, la rivista in lingua inglese promuove la ricerca in tutte le discipline teologiche che approfondiscono la riflessione sulla fede cristiana. A lungo diretta da John Courtney Murray, è ora diretta da padre Paul G. Crowley dell'Università di Santa Clara, in California.